# Thomas Thould
Thomas Henry Thould (Weston-super-Mare, Somerset, 11 de gener de 1886 – Weston-super-Mare, 15 de juny de 1971) va ser un waterpolista anglès que va competir a principis del segle xx. El 1908 va guanyar la medalla d'or en la competició de waterpolo dels Jocs Olímpics de Londres.